# Powiat Monor
Powiat Monor (węg. Monori járás) – jeden z piętnastu powiatów komitatu Pest na Węgrzech. Jego powierzchnia wynosi 449,62 km². W 2009 liczył 110 287 mieszkańców (gęstość zaludnienia 245 os./1 km²). Siedzibą władz jest miasto Monor.

## Miejscowości powiatu Monor
- Bénye
- Csévharaszt
- Ecser
- Gomba
- Gyömrő
- Káva
- Maglód
- Monor
- Monorierdő
- Nyáregyháza
- Péteri
- Pilis
- Vasad
- Üllő
- Vecsés